# Morten Axboe
Morten Axboe (født 1946) er en dansk arkæolog. Han var museumsinspektør på Nationalmuseet indtil 30.4.2019 og er især kendt for sine studier af brakteater. Desuden har han bl.a. beskæftiget sig med fremstillingen af bronzepatricerne fra Torslunda og med produktionen af karvsnit-ornamenterede smykker, samt skrevet artikler om guldhornene.
Han blev i 2007 dr.phil. på afhandlingen "Brakteatstudier". Sammen med en del af hans artikler er afhandlingen tilgængelig på Academia.edu.
Morten Axboe er endvidere kendt for at have sat de mange guldfuld, der er gjort i Skandinavien fra første halvdel af 500-tallet i forbindelse med den slørede sol i 536. Han tolker guldfundene som en reaktion på den slørede sol og det fimbulvinter-lignende klima, den medførte. Axboe mener, at de mange guldfund kan ses som ofringer for at formilde guderne og afværge den straf, som fimbulvinteren skulle være udtryk for.

## Forfatterskab
- Axboe, Morten, Düwel, K., Hauck, K. & von Padberg, L. (1985-89). Die Goldbrakteaten der Völkerwanderungszeit. Ikonographischer Katalog. Münstersche Mittelalterschriften 24, München, 7 vols.{{cite book}}:  CS1-vedligeholdelse: Dato-format (link) CS1-vedligeholdelse: Flere navne: authors list (link)
  - Band 1:1 (1985), ISBN 3-7705-1240-5. http://daten.digitale-sammlungen.de/~db/0004/bsb00042602/images/ (tysk)
  - Band 1:2 (1985), ISBN 3-7705-1241-3. http://daten.digitale-sammlungen.de/~db/0004/bsb00042601/images/ (tysk)
  - Band 1:3 (1985), ISBN 3-7705-2186-2. http://daten.digitale-sammlungen.de/~db/0004/bsb00042600/images/ (tysk)
  - Band 2:1 (1986), ISBN 3-7705-2301-6. http://daten.digitale-sammlungen.de/~db/0004/bsb00042599/images/ (tysk)
  - Band 2:2 (1989), ISBN 3-7705-2302-4. http://daten.digitale-sammlungen.de/~db/0004/bsb00042598/images/ (tysk)
  - Band 3:1 (1989), ISBN 3-7705-2401-2. http://daten.digitale-sammlungen.de/~db/0004/bsb00042597/images/ (tysk)
  - Band 3:2 (1989), ISBN 3-7705-2402-0. http://daten.digitale-sammlungen.de/~db/0004/bsb00042612/images/ (tysk)
- M. Axboe, The Scandinavian gold bracteates, Acta Archaeologica, 52 (1981). (engelsk)
- Morten Axboe: "Odin og den romerske kejser" (kronik i Skalk 1990 nr. 4; s. 18-27)
- Morten Axboe: "The chronology of the Scandinavian gold bracteates" (i: John Hines et al.: The Pace of Chance; 1999; s. 126-147) (engelsk)
- M. Axboe, Die Goldbrakteaten der Völkerwanderungszeit: Herstellungsprobleme und Chronologie, Walter de Gruyter (2004), ISBN 978-3-11-018145-6.
- M. Axboe, Brakteatstudier, København 2007 (Disputats), ISBN 978-87-87483-80-3
- Morten Axboe: "Syv kobberstukne Tavler...'. C.J. Thomsen og guldbrakteaterne. Nationalmuseets første forskningsprojekt" Arkiveret 3. april 2016 hos  Wayback Machine (Aarbøger for Nordisk Oldkyndighed og Historie 2006; ISBN 978-87-87483-12-4; København 2009; s. 53-89)
- Morten Axboe: "Året 536" (Skalk 2001 nr. 4, s. 28-32);
- Morten Axboe: "Brakteatstudier" (Nordiske Fortidsminder Serie B, Bind 25); København 2007; ISBN 978-87-87483-80-3
- Morten Axboe & Bjarne Henning Nielsen: "Ofret til guderne - fundet af bønder. De store guldofferfund fra ældre germansk jernalder i Vesthimmerland." (i: Vesthimmerlands Museum: Årbog 2011; s. 31-50)
- Morten Axboe: "Late Roman and Migration Period sites in southern Scandinavia with archaeological evidence of the activity of gold and silver smiths" (i: Alexandra Pesch and Ruth Blankenfeldt (red.): Goldsmith Mysteries Archaeological, pictorial and documentary evidence from the 1st millennium AD in northern Europe; Wachholtz Verlag, Neumünster 2012; ISBN 978-3-529-01878-7; s. 123-142)